# Bouwersgracht
De Bouwersgracht is een kanaal in de Nederlandse provincie Overijssel.
De Bouwersgracht loopt van de Dwarsgracht naar het Giethoornsche Meer. Oorspronkelijk was de Brouwersgracht langer en liep van Giethoorn naar het Giethoornsche Meer. Alleen het meest westelijke deel van het kanaal vanaf de Dwarsgracht bestaat nog. De verbinding in oostelijke richting naar Giethoorn is verloren gegaan bij de inpolderingen van dit gebied in de 19e en de 20e eeuw. De Bouwersgracht deed aanvankelijk dienst als transportweg voor het vervoer van turf uit het gebied. Op een zeventiende-eeuwse kaart van Nicolaas ten Have staat de Bouwersgracht (als Bouwerssloot) ingetekend als een van de vier waterverbindingen naar het Giethoornsche Meer. Min of meer evenwijdig aan de Bouwersgracht loopt ten noorden ervan de Tijsjessloot (Thijssengracht) en lopen te zuiden ervan de Cornelis Harmszsloot (Cornelisgracht) en de Suydergraft (Zuidergracht of Jan Hozengracht). De Bouwersgracht is - evenals de drie andere grachten - genoemd naar de toenmalige eigenaar. De kanalen werden later verbonden door de Dwarsgracht. Tussen de Bouwersgracht en de Thijssengracht ligt de Grote Otterskooi, een door Natuurmonumenten beheerde eendenkooi van 30 hectare.

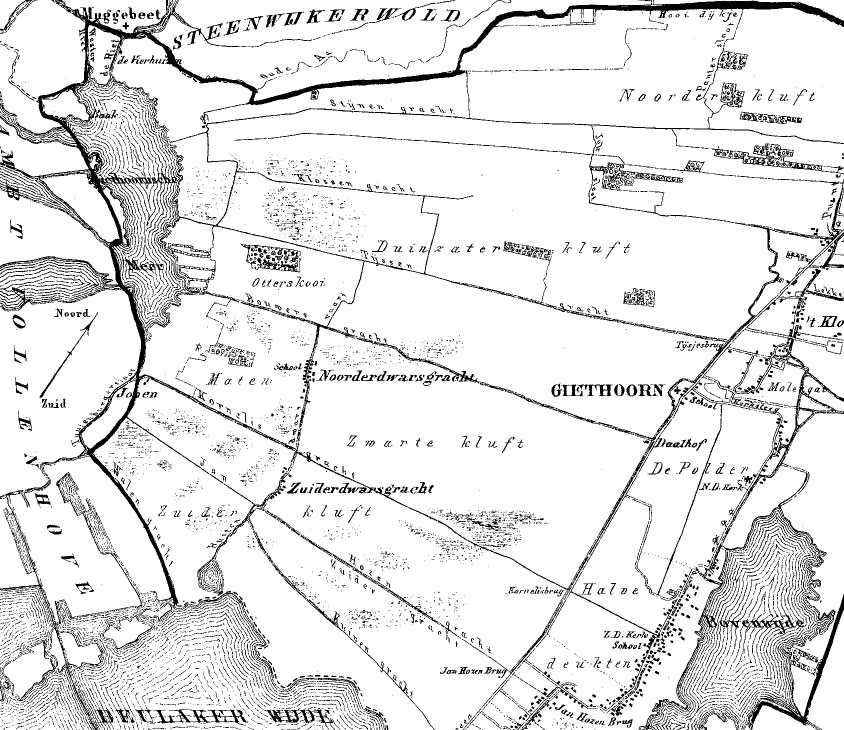
Detail een kaart uit de gemeenteatlas van Jacob Kuyper, omstreeks 1865-1870